# Melambia gigas
Melambia gigas là một loài bọ cánh cứng trong họ Trogossitidae. Loài này được Fabricius miêu tả khoa học năm 1798.